# Kompleks (psychologia)

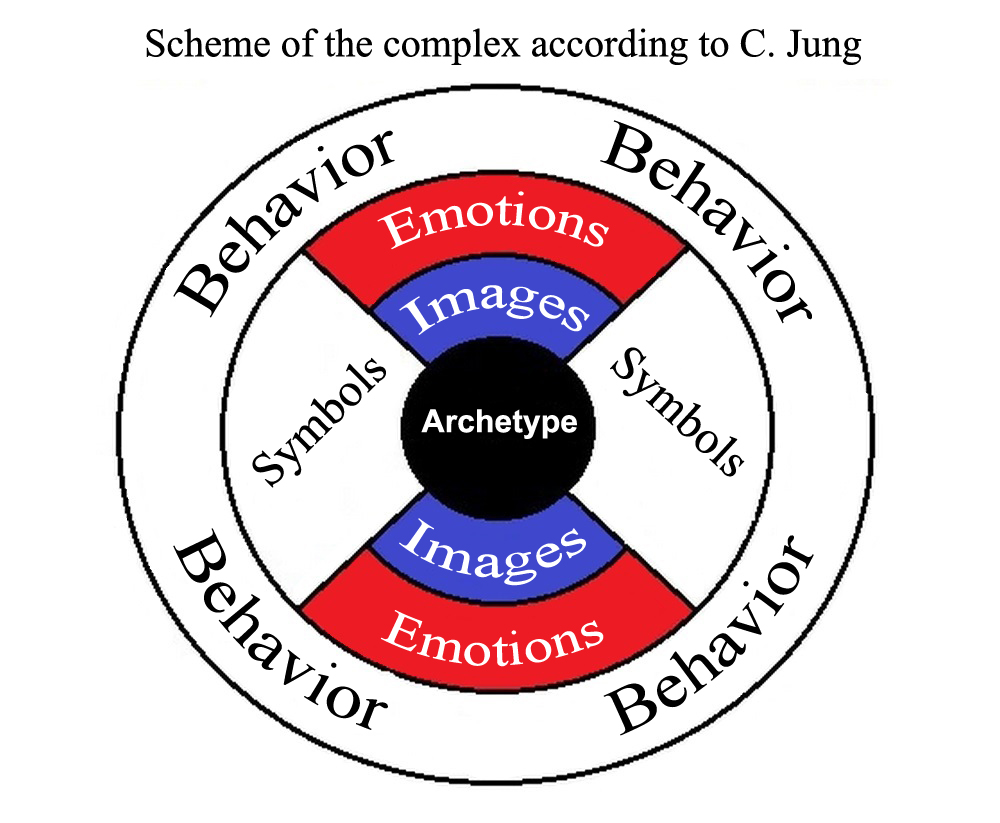

Kompleks (łac. complexio ‘połączenie’, ‘wyrównanie’) – zbiór myśli, słów, wyobrażeń silnie skojarzonych z pewną inną ważną i silnie zabarwioną emocjonalnie myślą, która zwykle bywa wyparta ze świadomości, stłumiona (myśl taką zwie się niekiedy jądrem kompleksu). Powrót do świadomości tego jądra kompleksu wywołuje zwykle nieprzyjemne afekty, takie jak lęk, niepokój, wstyd. Z tego względu istnieje silna tendencja do unikania, zapominania jądra kompleksu, a także wszystkich innych myśli i słów, które na drodze skojarzeń mogą przywieść do świadomości niechcianą, wypartą myśl (jądro kompleksu).
Istniejące kompleksy wywierają silny wpływ na zachowanie jednostki i wyrażają się w różnorakich dążeniach, obawach, postawach wobec otoczenia oraz nerwicowych reakcjach.

## Geneza i rozwój pojęcia „kompleks”
„Kompleks” przez różnych uczonych traktowany był nieco inaczej i nadawano mu odmienne definicje. Jako pierwszy użył pojęcia kompleksu Josef Breuer. Spopularyzował je natomiast Carl Gustav Jung.

### Kompleks w teorii Freuda
Twórca psychoanalizy, Zygmunt Freud, uważał, że pewne powszechne kompleksy (np. kompleks Edypa, kompleks kastracji) każdy człowiek musi przejść i go w jakiś sposób rozwiązuje, dzięki czemu kształtują się pewne cechy osobowości – zarówno konstruktywne, jak i patologiczne. Oznacza to, że sam kompleks (w rozumieniu Freuda) nie jest objawem patologii, ale normalnego rozwoju osobowości. Kompleksy miały tworzyć się w relacjach międzyludzkich w okresie wczesnego dzieciństwa.

### Kompleks w potocznym znaczeniu
Pojęcie kompleksu było chętnie używane w psychoanalizie i szybko przeniknęło do powszechnego języka. Kojarzy się obecnie przede wszystkim z zaburzeniem.
W potocznym rozumieniu określa się w ten sposób niemiłe, wstydliwe dla danej jednostki tematy związane z ekspozycją społeczną, cechami wyglądu lub charakteru, których poruszenie wywołuje wstyd, lęk, niepokój.

### Kompleks w teorii Junga
Jung odkrył, że gdy prosi się ludzi aby mówili wszystkie skojarzenia jakie im przychodzą do głowy w odpowiedzi na słowo – bodziec (np. „matka”, „miłość”, „śmierć” itp.), to w pewnych przypadkach pojawiają się dziwne zjawiska: badani mają „pustkę w głowie”, odpowiadają bardzo szybko lub bardzo powoli, mają dziwaczne, nietypowe i bardzo osobiste skojarzenia. Jung tłumaczył to istnieniem kompleksu różnych myśli, przeżyć, doświadczeń itp. zorganizowanych wokół jednego centralnego pojęcia czy zdarzenia – właśnie jądra kompleksu. Jung wprowadził metodę badania czasu reakcji na słowo bodziec, który to czas pomagał mu zrozumieć, czy z badanym słowem jest związany kompleks.
Kompleks tworzy konstelację aktywnych w polu nieświadomości czynników.

### Kompleks niższości
Pojęcie kompleksu występuje także u Alfreda Adlera, który uważał, że kompleks niższości jest podstawowym motorem ludzkiego działania i głównym motywem, którego pochodną są wszystkie inne motywy.

## Rodzaje kompleksów
W psychologii opisuje się dzisiaj około pięćdziesięciu różnych kompleksów. Poniżej umieszczona jest lista tych, które systematycznie pojawiają się u ludzi obdarzonych pewnymi cechami charakteru, bądź charakterystyczne dla pewnego okresu rozwojowego lub płci.
| Kompleks       | Dotyczy     | Dotyczy  | Dotyczy | Dotyczy  | Dotyczy |
| Kompleks       | dziewczynek | chłopców | kobiet  | mężczyzn |         |
| -------------- | ----------- | -------- | ------- | -------- | ------- |
| Amazonki       | Nie         | Nie      | Tak     | Nie      |         |
| Ateny          | Tak         | Nie      | Tak     | Nie      |         |
| Boga           |             |          |         |          |         |
| Dafne          | Nie         | Nie      | Tak     | Nie      |         |
| Damoklesa      | Nie         | Nie      | Tak     | Tak      |         |
| Diany          | Nie         | Nie      | Tak     | Nie      |         |
| Edypa          | Tak         | Tak      | Tak     | Tak      |         |
| Elektry        | Tak         | Nie      | Tak     | Nie      |         |
| Gryzeldy       | Nie         | Nie      | Tak     | Nie      |         |
| Jakuba         |             |          | Tak     | Tak      |         |
| Jokasty        | Nie         | Nie      | Tak     | Nie      |         |
| Jonasza        | Nie         | Nie      | Tak     | Tak      |         |
| Kaina          |             |          | Tak     | Tak      |         |
| Kasandry       |             |          |         |          |         |
| kastracyjny    | Tak         | Tak      | Tak     | Tak      |         |
| Klitajmestry   | Nie         | Nie      | Tak     | Nie      |         |
| Medei          | Nie         | Nie      | Tak     | Nie      |         |
| Meduzy         | Nie         | Nie      | Nie     | Tak      |         |
| małego członka | Nie         | Tak      | Nie     | Tak      |         |
| mesjasza       |             |          |         |          |         |
| Napoleona      | Nie         | Nie      | Nie     | Tak      |         |
| niższości      |             |          |         |          |         |
| Ofelii         | Nie         | Nie      | Tak     | Nie      |         |
| Piotrusia Pana | Nie         | Nie      | Nie     | Tak      |         |
| Prometeusza    | Nie         | Nie      | Nie     | Tak      |         |
| Putyfara       | Nie         | Nie      | Nie     | Tak      |         |
| Quasimoda      |             |          |         |          |         |